# Conus taeniatus
Conus taeniatus é uma espécie de gastrópode do gênero Conus, pertencente a família Conidae.